# Maximilian Wittek
Maximilian Wittek (Freising, 1995. augusztus 21. –) német utánpótlás-válogatott labdarúgó, aki jelenleg az SBV Vitesse játékosa.

## Pályafutása

### Klubcsapatban
Pályafutását a TSV Eching csapatában kezdte, majd 2003 nyarán a TSV 1860 München akadémiájához csatlakozott. 2014. augusztus 10-én debütált a Bundesliga 2-ben az RB Leipzig csapata elleni bajnokin Marin Tomasov cseréjeként lépett pályára. December 13-án a Karlsruher SC elleni 3-2-re elvesztett mérkőzésen a 28. percben megszerezte első profi gólját. 2017 júniusában 3 évre aláírt a Greuther Fürth csapatához. 2020 júliusában 3 évre írt alá a holland SBV Vitesse csapatához.

### A válogatottban
2014-ben debütált a német U20-as labdarúgó-válogatottban és tagja volt a válogatottnak, amely részt vett a 2015-ös U20-as labdarúgó-világbajnokságon.